# Ciernie (gmina Ełk)
Ciernie (niem. Cziernien, 1929–1945 Dorntal) – wieś w Polsce położona w województwie warmińsko-mazurskim, w powiecie ełckim, w gminie Ełk.
W latach 1975–1998 miejscowość administracyjnie należała do województwa suwalskiego.